# Port lotniczy Los Garzones
Port lotniczy Los Garzones (IATA: MTR, ICAO: SKMR) – port lotniczy położony w Montería, w departamencie Córdoba, w Kolumbii.